# 陶忻
陶忻（1988年9月26日—），中国北京市人，围棋职业五段棋手。他2001年入段，2011年升为五段。他获得2005年第4届全国围棋新秀赛男子组亚军，进入2007年第21届中国围棋天元战本赛决赛，2004-2005年和2008-2011年代表山东队、2007年代表广东队参加围甲联赛。

## 国内比赛成绩
2007年第21届中国围棋天元战本赛连胜谢赫、黄奕中、王雷、周鹤洋进入挑战者决定战，后负于刘世振。